# Porosty niedoskonałe
Porosty niedoskonałe (Deuterolichenes) – porosty, w których mykobiontem są grzyby niedoskonałe (Deuteromycota). We współczesnej taksonomii porosty zaliczane są do grzybów (Mycota). Porosty niedoskonałe nie są taksonem, lecz nieformalną grupą. Stanowią znikomą tylko część porostów. 98% porostów to porosty workowe, tworzone przez grzyby workowe (Ascomycota). Oprócz nich są jeszcze porosty podstawkowe tworzone przez grzyby podstawkowe (Basidiomycota).